# Tamás Fabiny
Dans le nom hongrois Fabiny Tamás , le nom de famille précède le prénom, mais cet article utilise l’ordre habituel en français Tamás  Fabiny, où le prénom précède le nom.
Tamás Fabiny (5 février 1959, Budapest, Hongrie) est un prélat hongrois protestant.

## Biographie
Membre de la famille Fabiny, il est docteur en théologie et journaliste. Tamás Fabiny est évêque luthérien de l'Église évangélique de Hongrie depuis 2006. En juillet 2010, il devient le vice-président de la Fédération luthérienne mondiale pour l'Europe centrale et orientale en tant que successeur de Christoph Klein, évêque saxon de Transylvanie. Il est élu Premier évêque de l'Église  évangélique de Hongrie le 24 novembre 2017.